# Festival Eurovisão da Canção Júnior 2016
O Festival Eurovisão da Canção Júnior 2015 (em inglês: Junior Eurovision Song Contest 2016, em francês: Concours Eurovision de la Chanson Junior 2016 e em maltês: Subaltern Eurovision Kanzunetta Festival 2016)  será a 14.ª edição do Festival Eurovisão da Canção Júnior, a realizar-se em Malta no dia 20 de novembro de 2016.

## Formato

### Data
A final do Festival realiza-se a 20 de novembro de 2016.

### Novo supervisor executivo
Em dezembro de 2015, um anúncio é feito a respeito da demissão, as razões não são mencionados, o Supervisor Executivo da Eurovisão Junior, Vladislav Yakovlev, presente desde a 11ª edição em 2013. Ele foi substituído por Jon Ola Sand, supervisor executivo na versão adulta do Festival Eurovisão da Canção desde 2011.

### Logótipo eslogan
O logótipo foi revelado a 13 de maio de 2016 durante a conferência de imprensa do Festival Eurovisão da Canção 2016 realizado em Estocolmo.
O slogan é "Embrace" que é em português traduz-se para "Abraço"

## Regras

### Votação
Durante a conferência de imprensa para o Festival Eurovisão da Canção Júnior 2016,durante o festival adulto de 2016, foi anunciado pelo Grupo de Referência de que várias alterações para o formato de votação seriam introduzidas na edição de 2016. Ao contrário das edições anteriores, em que os pontos atribuídos eram um hibrido de 50% para os júris nacionais e 50% no televoto, a partir de 2016 apenas os júris profissionais poderão votar, pondo fim ao uso do televoto, pela primeira vez. Os votos do júri infantil foram apresentados graficamente, enquanto que os votos do júri adulto foram contados da maneira tradicional.Além disso,pela primeira vez,um júri de 3 experts musicais foi introduzido.

## Sede
Durante uma entrevista de imprensa realizada em 21 de novembro de 2015, um representante da UER afirmou que já tinham entrado em contato com várias emissoras no que diz respeito ao país anfitrião para acolher o Festival de 2016. A 13 de abril de 2016, confirmou-se que Malta iria sediar a competição, a segunda vez que o país faria isso. A 22 de abril de 2016, a PBS anunciou que a competição se iria realizar no Centro de Convenções do Mediterrâneo,na capital Valetta.  Malta já realizou uma este Festival em 2014 sendo organizado no Estaleiro de Malta,em Marsa. Malta além do Festival Eurovisão da Canção Júnior 2016 também irá organizar o Festival Eurovisão de Jovens Dançarinos 2017 também no mesmo local.

## Festival
| #   | País               | Língua            | Artista                   | Canção                                                        | Tradução para Português          | Lugar | Pontuação |
| --- | ------------------ | ----------------- | ------------------------- | ------------------------------------------------------------- | -------------------------------- | ----- | --------- |
| 1º  | Irlanda            | Irlandês, Inglês  | Zena Donnelly             | "Bríce ar Bhríce"                                             | Tijolo por tijolo                | 10º   | 122       |
| 2º  | Arménia            | Arménio, Inglês   | Anahit & Mary             | "Tarber" (Տարբեր)                                             | Diferente                        | 2º    | 232       |
| 3º  | Albânia            | Albanês, Inglês   | Klesta Qehaja             | "Besoj"                                                       | Eu acredito                      | 13º   | 38        |
| 4º  | Rússia             | Russo, Inglês     | The Water of Life Project | "Water of Life"                                               | Água da vida                     | 4º    | 202       |
| 5º  | Malta              | Inglês            | Christina Magrin          | "Parachute"                                                   | Pára-quedas                      | 6º    | 191       |
| 6º  | Bulgária           | Búlgaro, Inglês   | Lidia Ganeva              | "Magical Day (Valsheben den)" (Вълшебен ден)                  | Dia mágico                       | 9º    | 161       |
| 7º  | Macedónia do Norte | Macedónio, Inglês | Martija Stanojković       | "Love Will Lead Our Way (Ljubovta ne vodi)" (Љубовта не води) | O amor vai levar o nosso caminho | 12º   | 41        |
| 8º  | Polónia            | Polaco, Inglês    | Olivia Wieczorek          | "Nie zapomnij"                                                | Não esqueças                     | 11º   | 60        |
| 9º  | Bielorrússia       | Russo, Inglês     | Alexander Minyonok        | "Musyka moikh pobed (Music is My Only Way)"                   | Música de minhas vitórias        | 7º    | 177       |
| 10º | Ucrânia            | Ucraniano, Inglês | Sofia Rol                 | "Planet Craves for Love"                                      | O planeta anseia por amor        | 14º   | 30        |
| 11º | Itália             | Italiano, Inglês  | Fiamma Boccia             | "Cara Mamma - Dear Mom"                                       | Querida mãe                      | 3º    | 209       |
| 12º | Sérvia             | Sérvio            | Dunja Jeličić             | "U la la la"                                                  | U la la la                       | 17º   | 14        |
| 13º | Israel             | Hebraico, Inglês  | Shir & Tim                | "Follow My Heart"                                             | Seguir o meu coração             | 15º   | 27        |
| 14º | Austrália          | Inglês            | Alexa Curtis              | "We Are"                                                      | Nós somos                        | 5º    | 202       |
| 15º | Países Baixos      | Holandês, Inglês  | Kisses (banda)            | "Kisses and Dancin"                                           | Beijos e dança                   | 8º    | 152       |
| 16º | Chipre             | Grego, Inglês     | George Michaelides        | "Dance Floor"                                                 | Pista de dança                   | 16º   | 27        |
| 17º | Geórgia            | Georgiano         | Mariam Mamadashvili       | "Mzeo"                                                        | Sol                              | 1º    | 239       |

## Outros países
Para um país para ser elegível para a participar no Festival Eurovisão da Canção Júnior, precisa de ser um membro ativo da União Europeia de Radiodifusão (UER). A UER emitiu convites de participação para o Festival em 2016 para todos os 56 membros ativos. Doze países já confirmaram a sua participação, até agora, enquanto a confirmação dos restantes membros da UER em relação à participação é desconhecida.

### Possíveis estreias
| País     | Descrição | Posição na UER |
| -------- | --- | -------------- |
| Alemanha | A Alemanha falou na possibilidade de participar em 2015. O que acabou por não acontecer, mas parece que a ideia de se estrear no Festival ainda parece ser uma realidade em 2016. | Membro ativo   |
| Estónia  | A 19 de novembro de 2015, Vladislav Yakovlev anunciou que as 3 repúblicas bálticas seriam aparentemente interessadas em participar no Festival em 2016.                           | Membro ativo   |

### Possíveis regressos
| País     | Descrição | Posição na UER |
| -------- | --- | -------------- |
| Bélgica  | A emissora flamenga VRT declarou não não participar no Festival. No entanto, estão em curso discussões com o grupo de Walloon RTBF para o país seja representado. | Membro ativo   |
| Espanha  | Discussões estão ser realizadas com o grupo RTVE. | Membro ativo   |
| França   | A 23 de novembro de 2015, numa entrevista ao canal entretenimento francês Télé Loisirs, o chefe da delegação francesa à Eurovisão, Edoardo Grassi, que participou no Festival em 2015 como observador para a França, anunciou estar interessado com um regresso do país, mas uma transmissão às 19:30 seria impossível na no canal France 2. Caso participer é susceptível que seja transmitido na France 4. O grupo France Televisions não dispõe de um canal dedicado às crianças. | Membro ativo   |
| Lituânia | A 19 de novembro de 2015, Vladislav Yakovlev anunciou que as 3 repúblicas bálticas seriam aparentemente interessadas em participar no Festival em 2016. | Membro ativo   |
| Suécia   | Quando anunciou não participar em 2015, a Suécia falou de uma ano sabático, um termo que sugere que um regresso é possível em 2016, embora não haja mais detalhes. | Membro ativo   |

### Outros países
| País            | Descrição | Posição na UER |                  |
| --------------- | --- | -------------- | ---------------- |
| República Checa | A 5 de julho de 2016, confirmou não participar me 2016. | Membro ativo   |                  |
| Dinamarca       | Logo após a edição de 2015, emissora nacional da Dinamarca Rádio Danmarks (DR) determinou que "não queremos mais" participar em novas edições do Festival Eurovisão da Canção Júnior. Jan Lagermand Lundme, Presidente de Entretenimento da DR comentou que "é algo muito divertido mesmo com a concorrência". Ele também criticou que a competição tornou-se uma cópia do principal Festival Eurovisão da Canção, e que o Festival foi longe de sua ideia inicial - "a alegria, o humor e o jogo". Como resultado, a DR determinou que a Dinamarca não voltaria a participar durante algum tempo. | Membro ativo   |                  |
| Grécia          | A 25 de maio, a emissora grega, ERT, confirmou que não estão a planear o regresso à edição de 2016 do Festival. | Membro ativo   |                  |
| Letónia         | A 19 de novembro de 2015, foi anunciado por os países bálticos, incluído a Letónia, que estão interessados em participar em 2016. Contudo, a 23 de maio, a emissora letã Latvijas Televīzija (LTV) confirmou que não regressariam em 2016. | Membro ativo   |                  |
| Moldávia        | A 13 de julho, a emissora moldava TRM anunciou que não tinha planos para regressar ao Festival em 2016. | Membro ativo   |                  |
| Suíça           | A emissora suíça RSI, confimou a 5 de julho de 2016 que não regressaria ao Festival em 2016 devido ao custo de participação. | Membro ativo   |                  |
| Reino Unido     | Foi anunciado a 26 de maio de 2016 pela emissora britância ITV que o país não regressaria ao Festival em 2016. Embora nenhuma razão concreta tenha sido dada em relação à sua decisão. Ainda é possível que outra emissora, como a British Broadcasting Corporation (BBC), Channel 4 (C4), Scottish Television (STV), ou a emissora Welsh Sianel Pedwar Cymru (S4C), que têm adesão na UER poderiaM decidir fazer um regresso apesar de nenhum anúncio ter sido feito.. | Membro ativo   |                  |
| Austrália       | A 19 de novembro de 2015, foi anunciado que a Austrália teria sido convidada a regressar ao Festival em 2016. Contudo, a emissora australiana ainda não revelou planos para tal. | Membro ativo   | Membro associado |